# Palaetheta innocua
Palaetheta innocua är en fjärilsart som beskrevs av Edward Meyrick 1911. Palaetheta innocua ingår i släktet Palaetheta och familjen spinnmalar. Inga underarter finns listade i Catalogue of Life.